# Leedsichthys
Leedsichthys var en stor strålfenig fisk i den utdöda familjen Pachycormidae, som levde under Juraperioden. "Den Problematiska Leedsfisken", som det första fyndet 1886 av fossilsamlaren Alfred Nicholson Leeds döptes till, kunde enligt forskares uppskattningar växa till en längd på bortåt 10 meter efter att ha levt i ca 20 - 25 år.  Vissa skelettrester antyder att ännu större exemplar bortåt 16 m har existerat.
I likhet med bardvalarna var de utrustade med en silmekanism, som de använde till att samla små djur och växter som svaldes och nyttiggjordes. Stjärten var stor och kraftig nog för att Leedsichtys skulle kunna fly från predatorer som Liopleurodon, även om det medförde ansenliga bitskador.

## Fylogeni
Initialt tilldelade Woodward Leedsichthys Acipenseroidea, och menade att den var nära knuten till störarna, med sina stora gälrakor och fenstrålar. 1905 ändrade han detta till Pachycormidae. Pachycormidae anses ofta som mycket äkta benfiskar. — om det är på det sättet, så torde Leedsichthys vara den största kända teleosten. 
Inom Pachycormidae fann en kladistikanalys vara Leedsichthys vara Asthenocormus’ systerarter, med sin klad vara Martillichthys’systergrupp.

## Fossil
Fossillämningar av Leedsichthys har hittats i  England, norra Tyskland, Chile och Frankrike.